# Constrictor (knop)

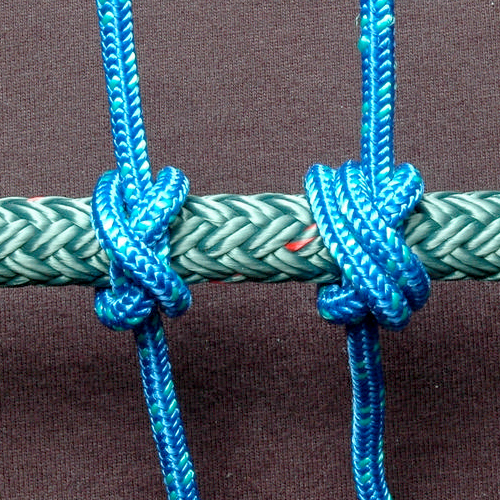
Constrictor (till vänster) och dubbel constrictor (till höger)

Constrictor är en knop som läggs runt runda föremål, antingen för att binda samman tågvirke eller för fastgöring. Constrictorn sitter i många fall starkare än dubbelt halvslag och andra liknande knopar. Dess nackdel är att den bekniper sig och är svår att få upp.
För att constrictorn ska vara säker krävs att den pressas mot underlaget – den fungerar alltså inte på föremål med alltför stor diameter eller på föremål med plana ytor. 
Något väl etablerat svenskt namn finns inte. Knopen omnämns som timmerknut av Öhrwall, men oftast används det engelska namnet. På danska heter knopen kvælerstik, vilket betyder stryparstek.
Benämning i The Ashley Book of Knots: Nr 1249–1252.

## Referenser

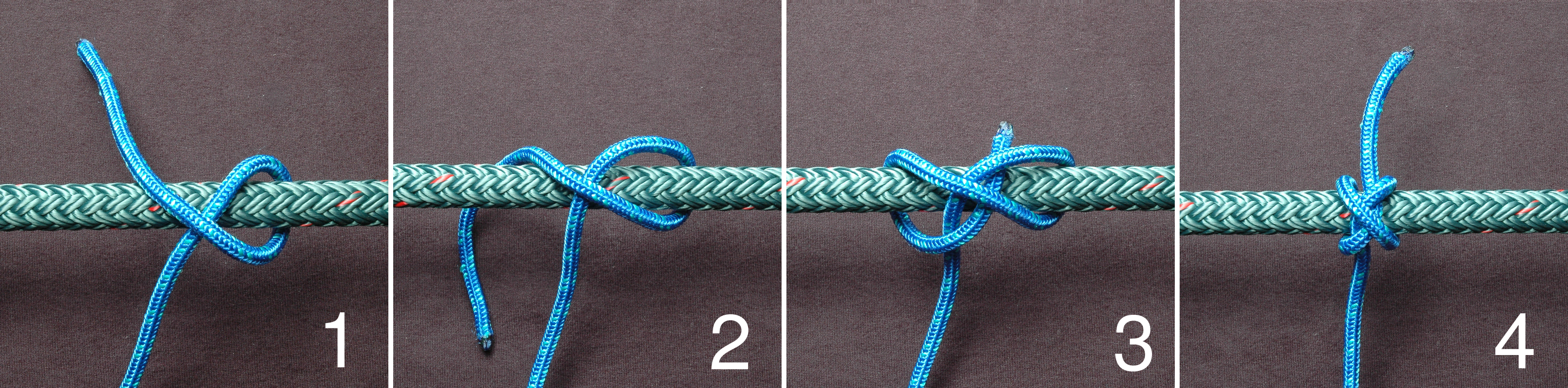
Slagning av enkel constrictorknop